# Praktica

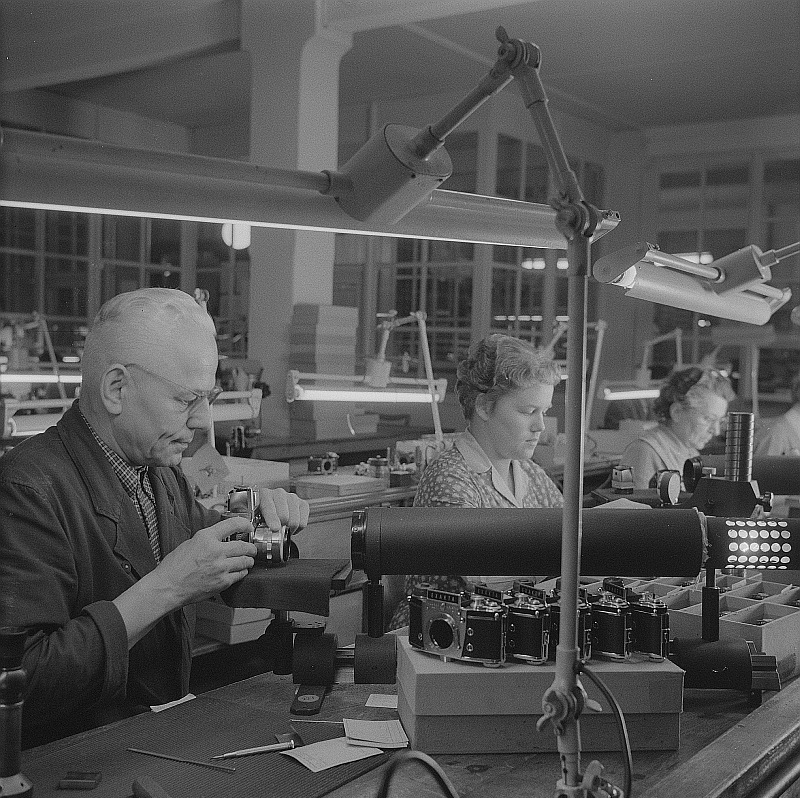
IHG Drezda - Egy Exakta Varex fényképezőgép végellenőrzése

Praktica márka az 1949-ben a VEB Kamera-Werke Drezda Niedersedlitz fényképezőgépgyár által bevezetett 35mm-es SLR fényképezőgép modell nevéből származik, amely a Praktiflex modell utódja volt.
Világszerte értékesítették az elkészült gépeket. NSZK-ban a Beroflex cég volt a kizárólagos forgalmazó. A fényképezőgépeket a Keleti blokkon kívül is Praktica néven exportálták, voltak azonban olyan cégek, akik licence díjért cserébe a modelleket más néven árusították. Ilyen cégek voltak: Jenaflex, a Kawenda, a Hanimex, a Revue és a Porst. Az NSZK-ba Quelle csomagküldő cég RevueFlex márkanéven árulta a modelleket.
Összesen körülbelül 9 millió Praktica-t gyártottak 1948 és 2001 között.

## Története
1919-bem Benno Thorsch és Paul Guthe Drezda Niedersedlitz kerületében fotó szervizt alapított Guthe & Thorsch GmbH néven.
1938-ban két évvel a Ihagee Kine ExaktaKine Exakta típusa után, bemutatták a Praktiflex miniatűr tükörreflexes kamerájukat. A cég tulajdonosainak náci Németországból el kellett menekülniük. A cég a német születésű amerikai Noble családhoz került. Ezt a céget Charles A. Noble és fia John H. Noble alapította, akik előkészítették a Praktiflex piaci bevezetését. (Kamera-Werke Niedersedlitz AG).
1945. február 13–14-én a drezdai fényképezőgép gyártást Drezda szőnyegbombázása során a földig rombolták. Szinte minden megsemmisült.
A Szovjetunió a második világháború végén Németország keleti területeit elfoglalta, ennek során államosították a gyárat (Kamera-Werke Niedersedlitz AG). 1945-ben a Noble családot a szovjetek elrabolták és kémkedés vádjával NKVD táborba zárták, csak Dwight D. Eisenhower amerikai elnök nyomására engedték el őket 1952-ben (Charles A. Noble) illetve 1955-ben (John H. Noble).
1948-ban Siegfried Böhm a Praktiflex alapján készítette el a gyár első kameráját a szocialista korszakban. 1949-ben volt a premierje ennek a típusnak. A Niedersedlitz-i gyárban Böhm professzionális használatra is kifejlesztett egy kamerát Praktina néven.
1956 Praktica FX 2 az első 35 mm-es tükörreflexes kamera bajonettbe épített rekeszvezérlő mechanizmussal.
1959-ben Drezdai VEB camera and cinemas cégbe vonták össze Niedersedlitz anyacéget a többi drezdai kameragyártó céggel együtt.
1964-ben Kamera-Werke Niedersedlitz fényképezőgépgyárat később a Pentacon, Dresden-Striesen néven hatalmas optikai, filmtechnikai és mozitechnikai kombináttá olvasztották össze. A Pentacon egy drezdai székhelyű optikai és precíziós eszközöket gyártó vállalat volt, amely időnként nagy kamerákat is gyártott.
A Pentacon 1990-es német újraegyesítés után csődbe ment, a válságból a Schneider Kreuznach cég mentette ki, amelynek egyik leányvállalata lett. Termékpalettáján megtalálható a Praktica márka is. Ma számos terméket gyárt különböző márkanevek alatt, például autóipari termékeket, 3D LCD képernyőket, fényképezőgépeket és lencséket.
Az 1990-es évek óta a távcsövek és a kompakt fényképezőgépek PRAKTICA márkanéven jelentek meg.
A volt NDK állami vagyonát kezelő hatóság 1991-ben nem adta vissza a Praktica márkanevet a Niedersedlitz kameragyár korábbi tulajdonosának, John H. Noble örökösének. Pentacon cég egyik üzletága lett, amely ma a Drezda PENTACON GmbH Photo and Precision Engineering (a Jos. Schneider Group cég, Bad Kreuznach) társaságához tartozik. A márkanév használata körüli vitát 1994-ben jog úton próbálta rendezni a Noble és a Schneider Group.
2001-ben a Praktika SLR fényképezőgépek gyártását leállították majd 2002-ben áttértek az új vásárló igényeket jobban követő digitális fényképezőgépek gyártásába a Praktica márkanév alatt. Gyártottak még videokamerákat, normál és csillagászati távcsöveket és más optikai képalkotó termékekkel együtt. 2004-től Luxmedia néven jelent meg digitális gép termékvonal. A Polaroid számára is gyártottak eszközöket.
2015. június 30-án sajnálatos módon megszűnt a Praktica kamerák kereskedelme.
2015. szeptember 16-a óta a Praktica márka tulajdonosa a PRAKTICA LIMITED, SL9 7HJ, Gerrards Cross, Egyesült Királyság (GB).

### Helyszín Drezda
Drezda a második világháború után a világ legjelentősebb fényképezőgép gyártó városa volt. Olyan cégek működtek a városban, mint a Zeiss Ikon, az Contax (ma a Carl Zeiss társaság tulajdonában van), az Ica, az Ernemann, az Exakta, a Praktiflex, a Pentacon, Ihagee és még sok más. Napjainkban csak a Carl Zeiss és a Pentacon működik.

## Típusok
A Praktiflex fényképezőgépeket a Niedersedlitz ("KW") kameragyár 1939 és 1951 között gyártotta. Ez a típus a ritka M40-es bajonettet használta, amellyel csak a Praktiflex optikák használhatók (a Schneider Kreuznach lencséi: Xenon 1:2 F = 5 cm, vagy Carl Zeiss Jena: Tessar 1:3,5 F = 5 cm).
Ihagee Kine Exakta és az orosz GMOZ gyártmányú Camera Sport (Спорт) után, a Praktiflex történelmi jelentőséggel bír, mivel a világ harmadik egylencsés miniatűr tükörreflexes kamerája volt.
Többféle modellgenerációt gyártottak, amelyet a márkanév megjelenésének változtatása különböztet meg (nyomtatott, dőlt betűs).

### A kamerák első generációja
1948-től gyártották M42 objektív menet a legelső Praktica kamerákat, amelyek Praktiflexek utódainak tekinthetők.
1951-ben jelent meg Praktica FX szinkronizált foglalattal és vakuszinkronnal.
A sorozat tagjai
- Praktica
- Praktica FX

- Praktica FX 2 (1956 óta= PORST REFLEX FX2)

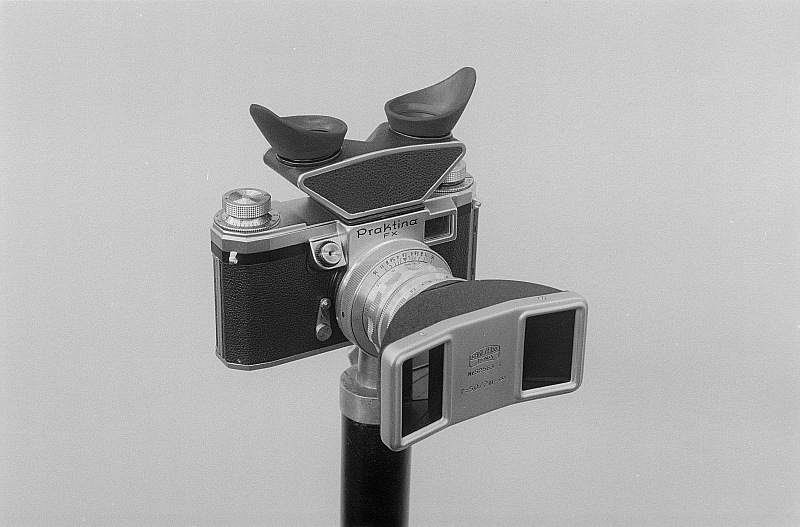
Praktina FX sztereo előtéttel

- Praktica FX 3 (azonos az FX2-rel és csak exportra)
- Praktica IV
- Praktica IV B
- Praktica IV M
- Praktica IV BM
- Praktica IV F
- Praktica IV FB
- Praktica V F
- Praktica V FB

### Kamerák második generációja
Ezeket már a VEB Pentacon gyártotta
- Praktica VI (nova gyakorlati prototípus)
- Praktica nova
- Praktica nova B
- Praktica mat
- Praktica nova I
- Praktica nova IB (= PORST REFLEX FX4)
- Praktica super TL (= PORST REFLEX FX6)
- Praktica elektronika

### Kamerák harmadik generációja ("Praktica L" sorozat)
Szintén M42-es bajonettel

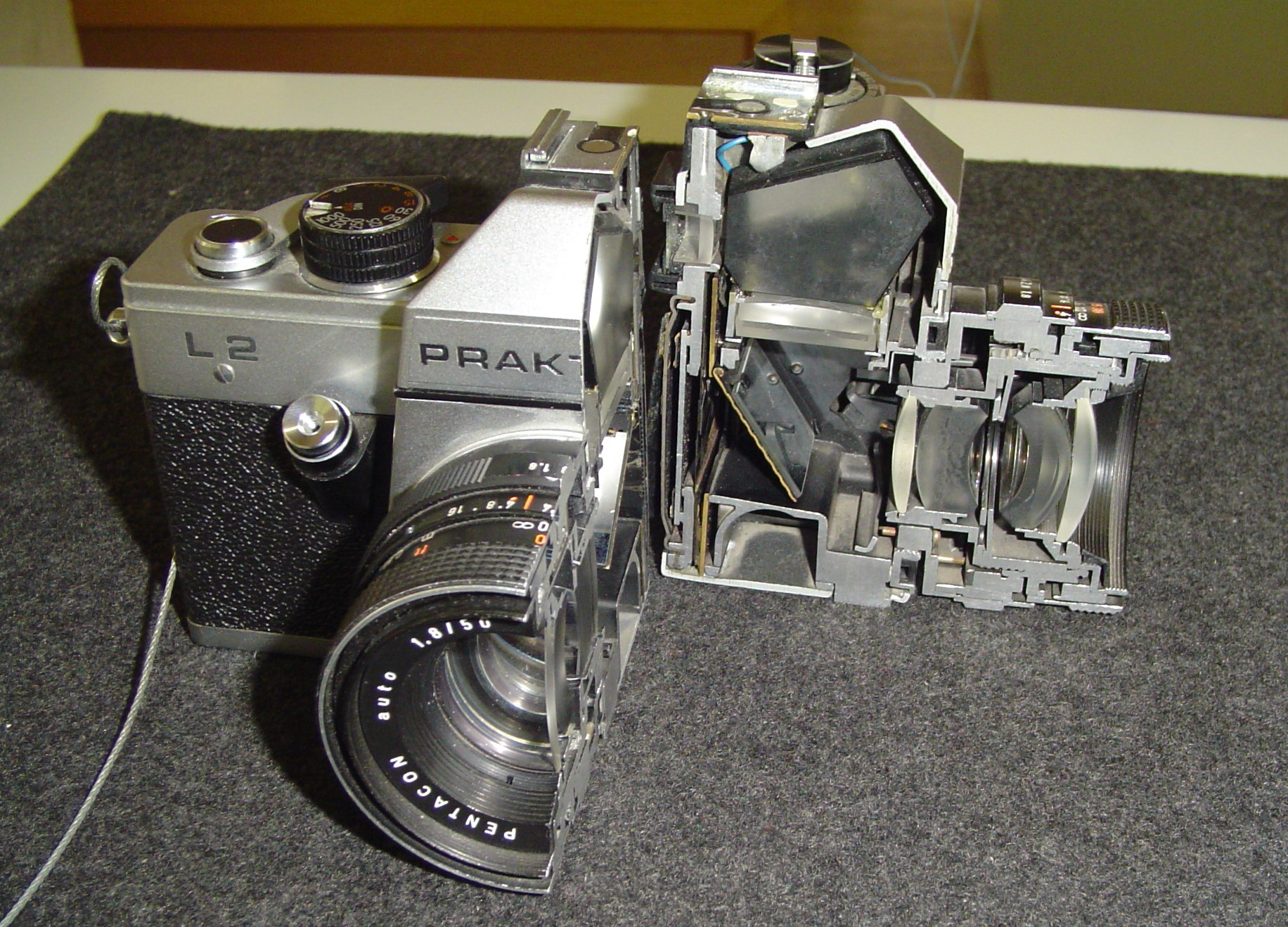
Praktica L2 keresztmetszete

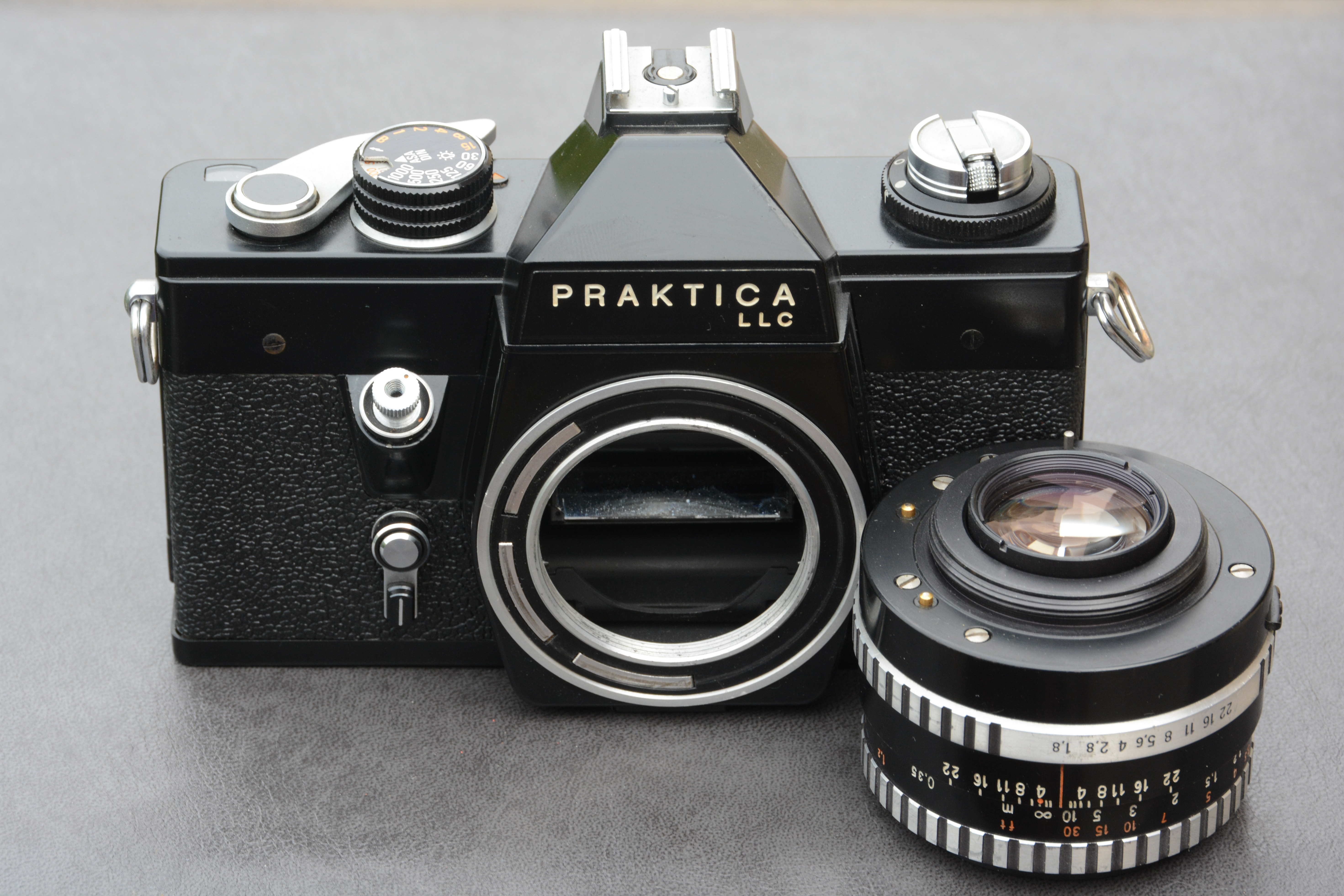
Praktica LLC eltávolított Pancolar 1:1,8/50mm objektívvel: redőnyzár láthatóvá vált

- Praktica L, teljesen mechanikus alapmodell (= PORST reflex CX3)
- Praktica L2 (1975-1980 között)
- Praktica L3 Endo (1975-1980 között)
- Praktica LB2 (= PORST reflex CX4) (1976-1977 között)
- Praktica LTL (= PORST reflex CX6)
- Praktica Super TL2
- Praktica Super TL3
- Praktica LTL3 (1975-78 között)
- Praktica MTL3 (1978-84)
- Praktica MTL5 (1984-1986)
- Praktica MTL5B (Új kereső optikával, nincs szükség további vaku tartóra) (1986-1989)
- Praktica Super TL 500
- Praktica Super TL 1000
- Praktica LTL2, az expozíció beállítása LED-en keresztül (azaz DTL2 / 3, MTL50)
- Praktica DTL2 (1978-79 között)
- Praktica DTL3
- Praktica MTL50 (1985-1989 között)
- Praktica LLC nyitott rekeszes belső fénymérés, valamint az összes későbbi kamera, de elektromos objektívek esetén elektromos -blende - Üres érték átvitele szükséges.
- Praktica PLC2 (1975-78)
- Praktica PLC3
- Praktica VLC, váltó rendszer
- Praktica VLC2 (1976-78 között)
- Praktica VLC3
- Praktica EE2, rekesz prioritás (1977-79 között)
- Praktica EE3, rekesz prioritás

#### A harmadik generáció típusai esetén (L modellek), a betűknek és számoknak a következő jelentése van
Első betű a modell elnevezésében:
L = fémredőnyzár (előző modellek, szövet redőnyzárasak voltak), V = változtatható kereső rendszer (választható fénytengely, prizmakereső és makro okulár), P = beépített prizmakereső (az egyébként azonos V modellektől ez különbözteti meg), D = fénykibocsátó diódák az expozíció mérésére a korábban alkalmazott pálcika mutatóeszköz helyett. M = a mérőkészülék beállítása (áthídalóáramkörrel az elem feszültségingadozásainak stabilizálásához).
Többi betű a modell elnevezésében:
TL = belső expozíció mérése tompító gombbal, LC = belső expozíció mérése nyitott rekesznél, elektromos rekeszérték-átvitellel, B = külső fénymérés, EE = belső fénymérés a redőny sebességének elektronikus vezérlésével.
Szám:
2 (vagy 3) = a modell második (vagy harmadik) változata, 500 (vagy 1000) = a legrövidebb záridő 1/500 s (vagy 1/1000 s), 50 = az MTL változata LED-ekkel, a mutatós fénymérő helyett.

### A kamerák negyedik generációja ("Praktica B" sorozat)
A Praktica negyedik generációjának első modelljét Praktica B 200-at 1978-as Lipcsei Nemzetközi Vásáron mutatták be. Ezt a generációt 1979-1990-ig gyártották. A modellsorozat újításai között említhető a modernebb design, illetve M 42 bajonet B (Praktica bajonett = PB) bajonettre való cserélése. Az új foglalathoz először zoom, majd autófókuszos objektívek jelentek meg.
A B rendszerű objektívek azonban az átlag NDK-s vásárlónak túl drágának bizonyultak. Az eredeti tervekkel ellentétben az elérhető áru régebbi modelleket tovább gyártották, csökkentett darabszámmal.
Később kifejezetten az NDK-s vásárlók számára olcsó fapados, csökkentett szolgáltatásokat nyújtó B modellek jelentek meg: Praktica BCC és Praktica BCA. Ugyanakkor a brit, a holland és a francia exportpiacokra speciális modellverziókat állítottak elő, amelyek csak a designban illetve az elnevezésben különböztek az eredeti modellektől (Praktica BCX, Praktica BC auto, Jenaflex AM-1, Jenaflex AC-1 és Praktica BC3).
A Praktica később kifejlesztett egy adaptert az M 42-es bajonettel rendelkező olcsóbb objektívek a B sorozatú Praktica gépekhez való csatlakoztatásához.
A B sorozat a következő modellekből állt
- Praktica_B_200
- Praktica BC 1 (1984.04-1985)/ BC3 (1987-88)/ BCX (1983-84), black and Jenaflex AM-1 (1985-87)

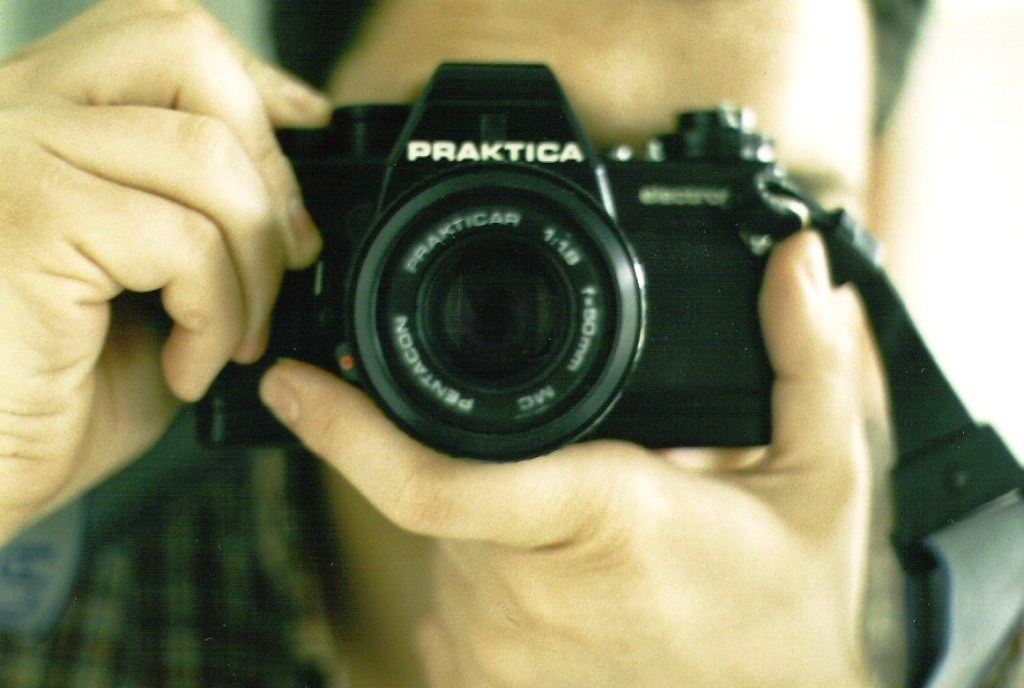
Praktica BC1 a korai 80-as évekből

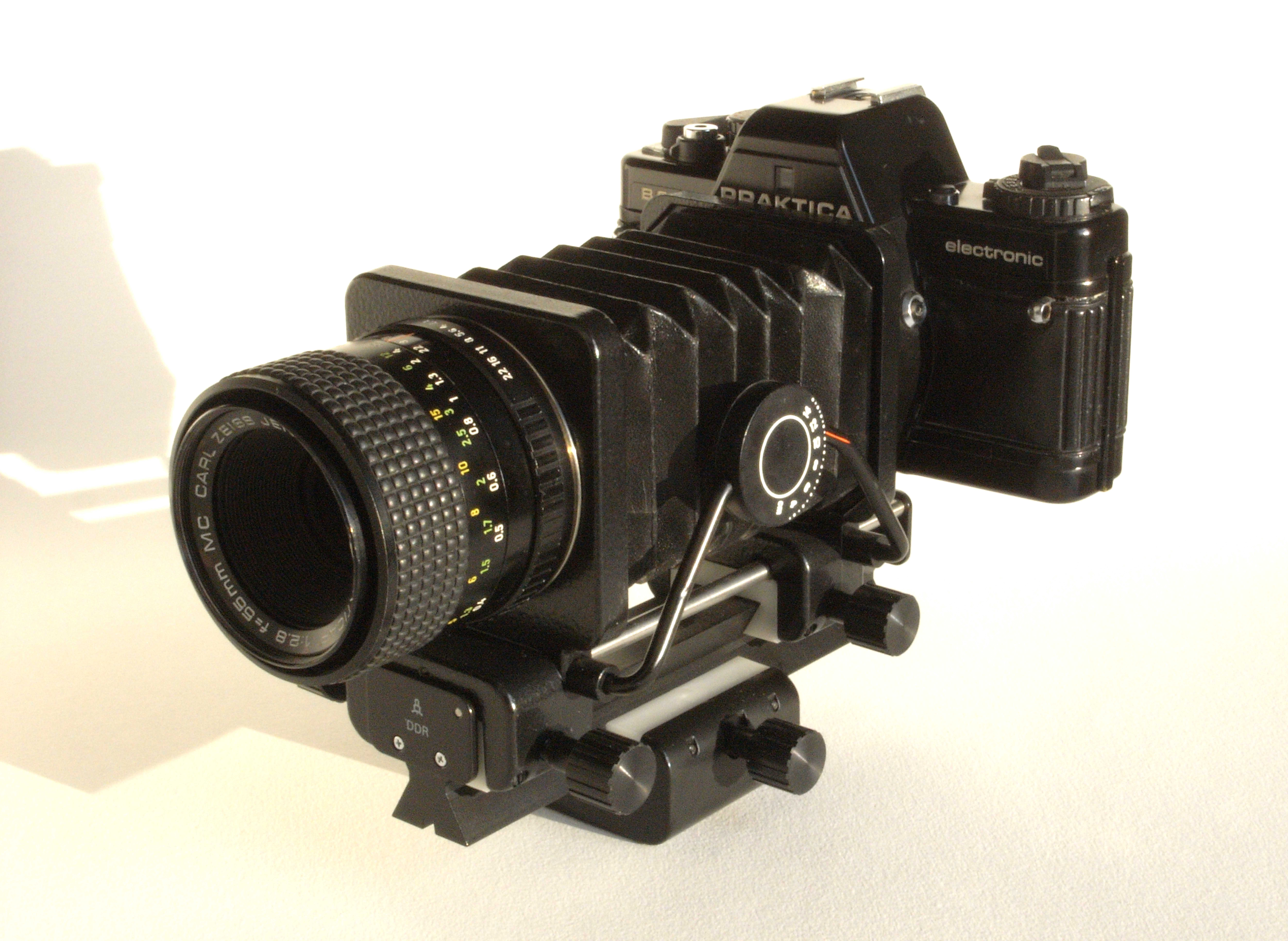
Praktica BC 1 harmonikaelőtaggal Prakticar 55 mm f 2.8 Makroobjektivvel

- Praktica B 100 (1981.12-1982.12) és BC car (1981.12-1982.12)

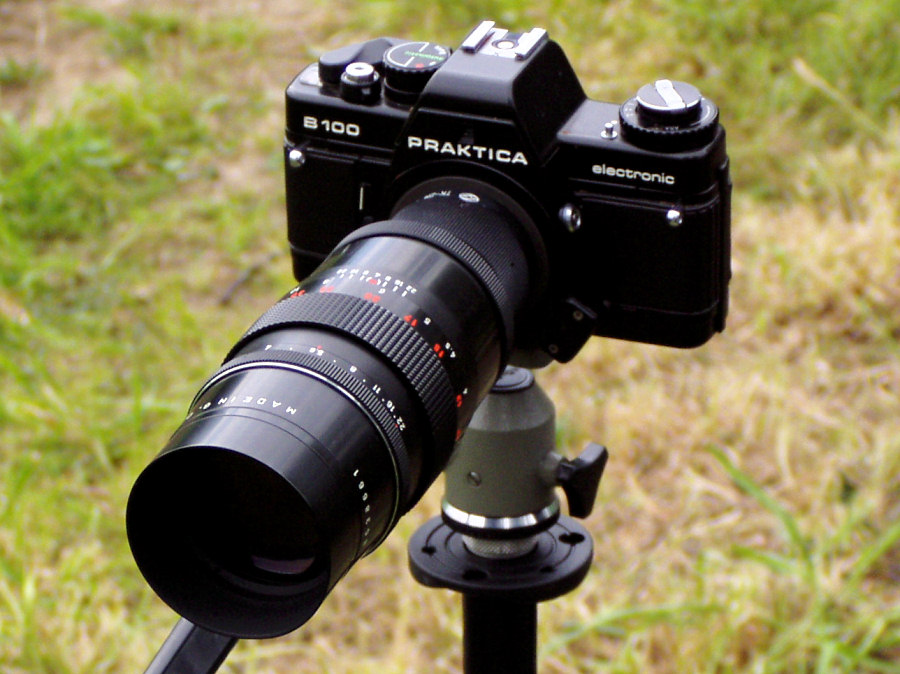
Praktica B100 electronic

- Praktica BCA (1983-1990) és Jenaflex AC-1
- Praktica M
- Praktica BCS (1989.03-1990.12)
- Praktica BCC (1979-1990)
- Praktica BM (1989.12-1990.06)/ BMS és Revue BC 2 (1990)

BX sorozat
- Praktica BX 20 (1987.12-1990.12)

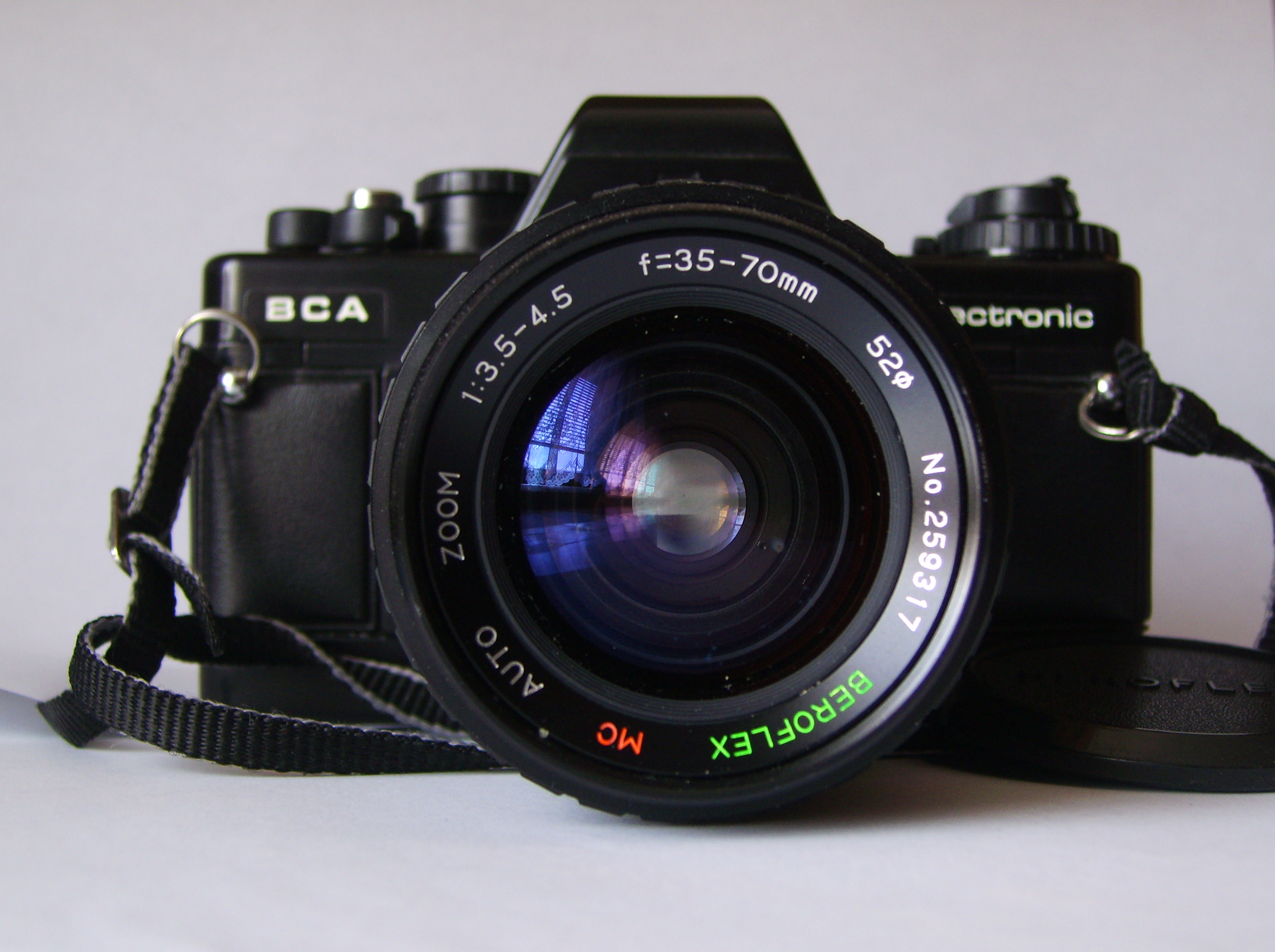
Praktica BCA a késői 80-as évekből

- Praktica BX 10 DX (1989.06-1990.07)
- Praktica BX 21 (1990)
- Praktica BX 20s (1992-2001.06)

BX sorozat felújítása
- Praktica BX 20S
- Praktica BX 20D

### Egyéb fényképezőgépek
- CM1000
- Z2860AF

## Fordítás
- Ez a szócikk részben vagy egészben  a   Praktica című német Wikipédia-szócikk fordításán alapul.  Az eredeti cikk szerkesztőit annak laptörténete sorolja fel. Ez a jelzés csupán a megfogalmazás eredetét és a szerzői jogokat jelzi, nem szolgál a cikkben szereplő információk forrásmegjelöléseként.
- Ez a szócikk részben vagy egészben  a   Praktica című angol Wikipédia-szócikk fordításán alapul.  Az eredeti cikk szerkesztőit annak laptörténete sorolja fel. Ez a jelzés csupán a megfogalmazás eredetét és a szerzői jogokat jelzi, nem szolgál a cikkben szereplő információk forrásmegjelöléseként.

### Német szakkönyvek a témában
- Herbert Blumtritt: Geschichte der Dresdner Fotoindustrie. Lindemanns, Stuttgart 2000, ISBN 978-3895062124.
- Herbert Blumtritt: Die Prakti. Lindemanns, Stuttgart 2002, ISBN 978-3895062346.
- K. Hartmann: Pentacon Praxis. 1. Auflage, Fotokinoverlag, Halle 1960.
- Richard Hummel: Spiegelreflexkameras aus Dresden – Geschichte, Technik, Fakten. (erste erweiterte und überarbeitete Nachauflage), Edition Reintzsch, Leipzig 1995, ISBN 978-3895061271.
- W. Mesow: Kleines Buch zur Praktica. 1. Auflage, Fotokinoverlag, Leipzig 1980.
- Franz Pangerl: Das Praktica-Buch. Heering-Verlag, Seebruck 1967.
- Roger Rössing: Fotografie mit der Praktica 1. Auflage, Fotokinoverlag, Halle (Saale) 1959 (12. Aufl. 1977).
- Roger Rössing:Fotografie mit der Praktica Leipzig, VEB Fotokinoverlag, 1986 207 seite

### Magyar szakkönyvek a témában
- Roger Rössing: Fényképezés Prakticával Budapest, Műszaki Könyvkiadó, 1979 345 oldal (egyetlen magyar nyelvű kiadás)

### Film
- Praktica – Kameras aus Sachsen. Dokumentarfilm, Deutschland, 2011, 43:30 Min., Buch und Regie: Anna Schmidt, Produktion: MDR, Erstsendung: 31. Oktober 2011, Inhaltsangabe (Memento vom 31. Oktober 2011 im Internet Archive) vom MDR, Online-Video und Filmbilder.